# 白濱孝次
白濱 孝次（しらはま こうじ、1979年12月27日 - ）は、日本の俳優。スーツアクター。

## 人物
佐賀県鹿島市出身。佐賀県立塩田工業高等学校出身。
愛称は「ハマーン」「はまさん」
スーツアクターとして2003年に『超星神グランセイザー』でセイザーリオンを演じることになり、『超星艦隊セイザーX』のビートルセイザーまで演じた。
舞台を中心に活動。スタントや、モーションキャプチャーなどでも活躍。
演出やアクションコーディネートも手掛ける。

## 出演

### テレビ
- 超星神グランセイザー（2003年10月 - 2004年9月、テレビ東京） - セイザーリオン、セイザータリアス（代役）[3]、セイザーレムルズ（代役）[3]、セイザーダイル（代役）[3]、セイザータウロン（代役）[3]、セイザートラゴス（代役）[3]、セイザーゴルビオン（代役）[3]、セイザーギャンズ（代役）[3]、超星神ガンシーサー、五式支援機士ユウヒ、巨大ラディア、インパクター上官、アジャンテ星人・フリード 役（スーツアクター） 、弓道天馬（バイク走行シーン吹替）[4]
- 幻星神ジャスティライザー（2004年10月 - 2005年9月、テレビ東京） - デモンナイト、ザウラス、モルギレス、ギルドロス、アーマーガンナー、ライノスレイブ、ゼッカード、ガーディアス、ラジメウス、ガンデロン、巨大ドクターゾラ、ギルモンド、デスタラン、ツインズナイトA、合体ツインズナイト 役（スーツアクター）
- 超星艦隊セイザーX（2005年10月 - 2006年6月、テレビ東京） - ビートルセイザー 役（スーツアクター）
- きたな（い）ヒーロー（2006年3月、日本テレビ） - 熱風戦隊ドライヤー・グリーン 役
- ドラマ10 セカンドバージン 第1回「不実な指」（2010年10月、NHK）
- 月曜ゴールデン「捜査指揮官 水城さや」（2013年1月、TBS）
- 非公認戦隊アキバレンジャー シーズン痛（2013年4月、BS朝日・TOKYO MX）
- 衝撃ゴウライガン!!（2013年10月 - 、テレビ東京） - 陰人ジン 役（スーツアクター）
- 牙狼-GARO- -魔戒ノ花-（2014年4月 - 9月、テレビ東京） - ジエンダ 役（パフォーマンスアクター）
- パワーレンジャー・スーパーメガフォース Power Rangers  Super Mega Force（2014年）-ブルーレンジャー
- パワーレンジャー・ダイノスーパーチャージ Power Rangers Dino Super Charge（2016年）-ブルーレンジャー、アクアレンジャー[5]
- 誘拐法廷〜セブンデイズ〜（2018年10月、テレビ朝日）
- 4週連続スペシャル スーパー戦隊最強バトル!!（2019年3月、テレビ朝日）
- 俺のスカート、どこ行った? 第1話（2019年4月、日本テレビ）
- テスラノート （2021年10月 - ） - モーションアクター
- アバランチ 最終話（2021年12月20日、カンテレ・フジテレビ系）
- いちげき（2023年1月3日 、 NHK総合・NHK BS4K）

### 映画
- 新世紀ウルトラマン伝説（2002年） - ウルトラマンダイナ 役（スーツアクター）
- 劇場版 超星艦隊セイザーX 戦え!星の戦士たち（2005年） - セイザーギャンズ[3]、ユウヒ[6] 役（スーツアクター）、セイザータリアスの声[3]
- 最後の早慶戦（2008年）
- 劇場版 仮面ライダーディケイド オールライダー対大ショッカー（2009年）
- 時空警察ハイペリオン（2009年） - スタントマンとして
- 猿ロック THE MOVIE（2010年）
- オーズ・電王・オールライダー レッツゴー仮面ライダー（2011年）
- アベックパンチ（2011年）
- スーパーヒーロー大戦GP 仮面ライダー3号（2015年）
- 劇場版 ウルトラマンX きたぞ!われらのウルトラマン（2016年）
- 宇宙戦隊キュウレンジャーVSスペース・スクワッド（2018年）

### オリジナルビデオ
- 修羅の荒野（2008年）
- 爆乳戦隊パイレンジャー（2008年） - パイレンジャーロボ、戦闘員 役（スーツアクター）[注 1]

### 舞台
- プリンセス天功プロデュース ACファクトリー特別公演「HYPER GO WEST」（2004年） - 武神将、チビ牛 役
- ACファクトリー「GO WEST外伝花果山」（2006年5月）
- 劇団九州男 神戸公演（2006年6月）
- リングの中心で愛を叫ぶ（2007年2月）
- 劇団九州男 大阪公演（2007年3月）
- 劇団演者「戦渦の桜」（2007年9月）相田吉人 役
- 劇団BRATS 第6回公演「西遊記ゑん戯2 〜EVOLUTION〜」（2014年12月） - 蘇我蝦夷 役
- TAICHI SAOTOME 〜ALL JAPAN TOUR〜 2014 静岡公演（2014年）
- マルナゲドン（2015年6月） - ジャッキー 役
- 吉原事変（2015年10月） - 作・演出 悠 役
- マルナゲドンSP（2016年1月） - ジャッキー 役
- 劇団EXILE 松組 刀舞鬼-KABUKI-（2016年2月 - 3月）
- ミュージカル「刀剣乱舞」〜三百年の子守唄〜（2017年3月 - 5月）
- スーパー歌舞伎II ワンピース（2017年10月 - 2018年5月）
- ミュージカル「刀剣乱舞」〜阿津賀志山異聞2018 巴里〜（2018年7月 - 8月）
- ミュージカル「刀剣乱舞」〜三百年の子守唄2019〜（2019年1月 - 3月）
- ミュージカル「刀剣乱舞」〜葵咲本紀〜（2019年8月 - 10月）
- 舞台『刀剣乱舞』維伝 朧の志士たち（2019年11月 - 2020年1月）アンダースタディ
- ミュージカル「刀剣乱舞」〜静かの海のパライソ〜（2020年3月）
- 舞台『刀剣乱舞』无伝 夕紅の士 -大坂夏の陣-（2021年4月 - 6月）
- ミュージカル「刀剣乱舞」〜静かの海のパライソ2021〜（2021年9月 - 11月）
- チハマオート『カガミマエ・ブルース』（2022年3月）
- ミュージカル『刀剣乱舞』 鶴丸国永 大倶利伽羅 双騎出陣 ～春風桃李巵～（2022年8月 - 9月）
- ミュージカル『刀剣乱舞』 江 おん すていじ ～新編 里見八犬伝～（2022年12月 - 2023年 1月）
- 新作歌舞伎 『刀剣乱舞 月刀剣縁桐』（2023年7月、新橋演舞場）
- ミュージカル『刀剣乱舞』陸奥一蓮（2024年3月 - 5月）[7]
- ミュージカル『刀剣乱舞』 和泉守兼定 堀川国広 山姥切国広 参騎出陣 ～八百八町膝栗毛～（2024年8月 - 9月）
- ミュージカル『刀剣乱舞』〜坂龍飛騰〜（2025年3月 - 5月）[8]

### ネット配信

#### アニメ
- モンスターストライク 第三期 ルシファー編 ルシファー反逆の堕天使 第1 - 5話（2018年6月 - ） - モーションアクター
- オルタード・カーボン:リスリーブド  -Netflixアニメ（2020年3月） - モーションアクター

#### ドラマ
- ラブ・コレ 東京Love Collection 第5話（2006年4月、GyaO） - スタイリストのアシスタント 役

### CM
- ジョージア「エメマンバトル」
- クレベリン「除菌戦士ジョキンジャー」 - ブルブルエンザ、ノゲローン 役
- ミニミニ「信長さんのお部屋探し」

### ゲーム
- ファイナルファンタジーXIII（2009年） - ヤーグ・ロッシュ 役（モーションアクター）
- ドラッグオンドラグーン3（2013年） - 使徒 役（モーションアクター）
- サガ スカーレット グレイス（2016年）（モーションアクター）
- ゼノブレイド2（2017年）（モーションアクター）
- ゼノブレイド2　黄金の国イーラ - (2018年)　(モーションアクター)
- NieR Replicant ver.1.22474487139...（2021年） （モーションアクター）
- ゼノブレイド3（2022年）（モーションアクター）[9]